# Laonastes aenigmamus
La rata de roca laosiana (Laonastes aenigmamus) es un roedor encontrado en la región de Khammouane (Laos) y en el parque nacional Phong Nha-Ke Bang, provincia de Quảng Bình (Vietnam). La especie fue sacada a la luz en un artículo del 18 de abril del 2005 por Paulina Jenkins y sus colegas, quienes la consideraron suficientemente distinta de los demás roedores como para situarla en una nueva familia, Laonastidae.  Los animales parecen oscuras y grandes ratas con una cola gruesa y peluda. Sus cráneos son muy distintos y tienen características que los separan de los demás roedores.
En 2006, paleontólogos de Estados Unidos, Francia y China publicaron un estudio del Laonastes en el que detallaban una serie de caracteres anatómicos que relacionan a éste con la familia Diatomyidae, en la que podría pasar a ser incluido próximamente (dejando Laonastidae, por tanto, como un sinónimo de Diatomyidae).
Los diatomiídos son una familia de roedores que se considera extinta desde hace 11 millones de años, conocida por fósiles del Oligoceno y Mioceno hallados en Pakistán, India, Tailandia, China y Japón. De confirmarse que Laonastes aenigmamus es un diatomiído viviente, se trata al igual que el monito del monte y el almiquí de uno de tantos ejemplos de efecto lázaro (supervivencia de un grupo considerado extinto durante millones de años por una laguna en el registro fósil) que se detecta en mamíferos modernos.
Un estudio genético de 2012 indica que hay varios linajes, algunos muy diferenciados; podría tratarse de más de una especie o de subespecies.